# ميغيل نافارو (لاعب كرة قدم فنزويلي)
ميغيل نافارو (بالإسبانية: Miguel Ángel Navarro)‏ هو لاعب كرة قدم فنزويلي في مركز الدفاع، ولد في 26 فبراير 1999 في ماراكايبو في فنزويلا. لعب مع Deportivo La Guaira F.C. ‏.

## وصلات خارجية
- ميغيل نافارو على موقع الدوري الأمريكي (الإنجليزية)
- ميغيل نافارو على موقع قاعدة بيانات كرة القدم.إي يو (الإنجليزية)
- ميغيل نافارو على موقع ناشيونال فوتبول تيمز (الإنجليزية)
- ميغيل نافارو على موقع Soccerway.com (الإنجليزية)
- ميغيل نافارو على موقع عالم كرة القدم.نت (الإنجليزية)